# Daisuke Tsutsumi
Daisuke Tsutsumi (堤 大介 Tsutsumi Daisuke?) (nacido el 6 de noviembre de 1974) es un  animador e ilustrador japonés que reside en San Francisco, California. Es exdirector de arte de Pixar.

## Biografía
Nació y creció en Tokio, Japón, está casado con Mei Okuyama (奥山 芽以 Okuyama Mei?), una artista de joyas y sobrina del aclamado director de anime Hayao Miyazaki. Codirigió The Dam Keeper, que fue nominado al Oscar al cortometraje de animación.

## Filmografía
- La Era de Hielo (2002) (Pintura mate / Arte de estilista de color)
- Robots (2005) (Artista clave de color principal / Diseño adicional)
- Horton y el mundo de los Quién (2008) (Diseño de color principal)
- Toy Story 3 (2010) (Director de arte de color e iluminación)
- Cars 2 (2011) (Voces adicionales)
- Cars 2: El videojuego (2011) (Chef de sushi)
- Monsters University (2013) (Director artístico de diseño de iluminación y sombreado de personajes)
- El guardián de la presa (2014) (Codirector)
- Moom (2016) (Codirector)
- Oni: La Leyenda del Dios del Trueno (2022) (Creador/showrunner)

## Libros
Dice ha aparecido en ambos volúmenes de la antología Out of Picture de Blue Sky Studios, contribuyendo con las historias "Noche y día" en el Volumen 1 y "The Dream of Kyosuke" en el Volumen 2.
The Dam Keeper es una novela gráfica desarrollada en volumen publicada por First Second Books:
- El guardián de la presa (2017)[6]
- El guardián de la presa: un mundo sin oscuridad (2018)[7]
- El guardián de la presa: Regreso de las sombras (2019)[8]

## Proyectos especiales
En 2008, Dice (junto a Ronnie del Carmen, Enrico Casarosa y Yukino Pang) iniciaron el Proyecto Bosque Totoro, una exhibición/subasta de recaudación de fondos para apoyar a la Fundación Bosque Totoro sin fines de lucro. Esta iniciativa también produjo un libro de arte correspondiente que reimprimía las diversas piezas aportadas e incluía a artistas como James Jean, Charles Vess, Iain McCaig y William Joyce, entre otros.
También supervisa Sketchtravel (con Gerald Guerlais), cuyo propósito es pasar un cuaderno de bocetos real "de la mano de un artista a otro como una antorcha olímpica en un relevo artístico a través de 12 países durante 4 años y medio", y el resultado final subastado en beneficio a las diversas organizaciones benéficas elegidas por los artistas participantes.